# 张忍之
张忍之（1909年—2002年），原名张士良，化名王仁，男，浙江瑞安人，中华人民共和国政治人物，曾任浙江省建设委员会副主任，浙江省政协副主席。